# José Saraiva Martins

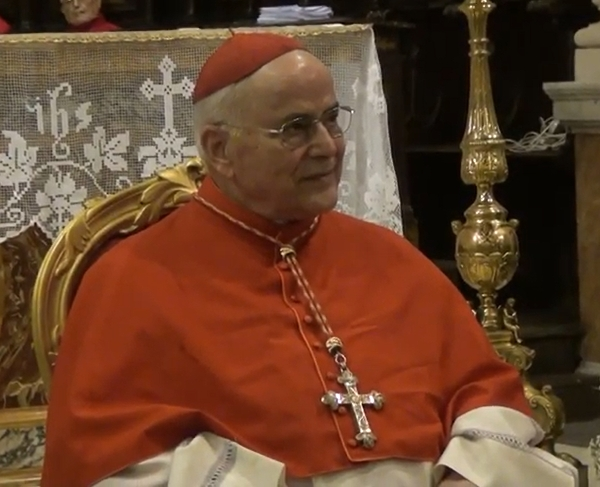
José Kardinal Saraiva Martins in der Kathedrale von Palestrina (2016)

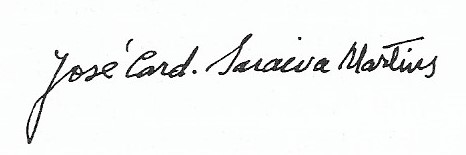
Signatur des Kardinals

Wappen von José Kardinal Saraiva Martins

José Kardinal Saraiva Martins CMF (* 6. Januar 1932 in Gagos do Jarmelo, Portugal) ist ein portugiesischer Ordensgeistlicher und emeritierter Kurienkardinal der römisch-katholischen Kirche.

## Leben
José Saraiva Martins wuchs mit sieben Geschwistern auf und trat nach der Schulzeit 1950 in den Orden der Claretiner ein. Sein Theologiestudium beendete er mit dem Lizenziat an der Päpstlichen Universität Gregoriana. Am 16. März 1957 empfing er die Priesterweihe. Nach weiteren Studienjahren in Rom erwarb er einen Doktorgrad der Theologie an der Päpstlichen Universität St. Thomas von Aquin.
Anschließend wirkte er als Dozent für Metaphysik am Seminar der Claretiner in Marino, dann als Professor für Fundamentaltheologie und Sakramentenlehre am Claretianum und an der Päpstlichen Universität Urbaniana der Stadt Rom. An der Urbaniana leitete er von 1974 bis 1977 als Dekan die theologische Fakultät. Im Jahr 1983 war er Sekretär der sechsten ordentlichen Generalversammlung der Bischofssynode. Am 26. Mai 1988 ernannte ihn Papst Johannes Paul II. zum Titularerzbischof von Thuburnica und zum Sekretär der Kongregation für das Katholische Bildungswesen. Die Bischofsweihe spendete ihm Agostino Kardinal Casaroli am 2. Juli desselben Jahres. Mitkonsekratoren waren die Kurienerzbischöfe Jan Schotte und Giovanni Battista Re. Er nahm im Oktober 1990 nach Ernennung durch Johannes Paul II. an der VIII. ordentlichen Generalversammlung der Bischofssynode teil.
Am 30. Mai 1998 berief ihn Johannes Paul II. zum Präfekten der Kongregation für die Selig- und Heiligsprechungsprozesse und nahm ihn am 21. Februar 2001 als Kardinaldiakon mit der Titeldiakonie Nostra Signora del Sacro Cuore in das Kardinalskollegium auf. Kardinal Saraiva Martins war Teilnehmer am Konklave 2005, aus dem Benedikt XVI. als Papst hervorging. Dieser bestätigte ihn kurz nach seiner Wahl in seiner Funktion als Kardinalpräfekt. Der neue Papst kehrte zu der älteren Übung zurück, dass Seligsprechungen regelmäßig nicht von ihm selbst, sondern durch Beauftragte vorgenommen werden, inzwischen meistens außerhalb Roms (etwa Franz Jägerstätter 2007 in Linz und Basile Moreau 2007 in Le Mans). 2007 fand unter Martins’ Leitung auch eine Seligsprechung von 498 im spanischen Bürgerkrieg ermordeten Geistlichen statt, welche das bisher größte Ereignis dieser Art darstellte und in Spanien eine heftige politische Kontroverse auslöste.
Am 9. Juli 2008 nahm Papst Benedikt XVI. das von José Kardinal Saraiva Martins aus Altersgründen vorgebrachte Rücktrittsgesuch vom Amt des Präfekten der Kongregation für die Selig- und Heiligsprechungsprozesse an und ernannte Erzbischof Angelo Amato zu seinem Nachfolger. Am 24. Februar 2009 ernannte ihn Benedikt XVI. zum Kardinalbischof von Palestrina. Im selben Monat bezeichnete er die Homo-Ehe als „nicht normal“ und sorgte damit für Aufsehen. Kindern, die in solchen Verhältnissen aufwachsen, sei „kein normaler Bildungsweg“ ermöglicht. Auch die Ehe einer katholischen Frau mit einem muslimischen Mann bezeichnete Saraiva als „gefährlich“.
Kardinal Saraiva Martins nahm wegen Überschreitung der Altersgrenze von 80 Jahren nicht am Konklave 2013 teil. Papst Franziskus ernannte ihn am 9. Juli 2016 zu seinem Sondergesandten beim 24. Internationalen Marienkongress, der vom 6. bis zum 11. September desselben Jahres in Fátima stattfand.

## Mitgliedschaften
Kardinal Saraiva Martins war Mitglied folgender Einrichtungen der Römischen Kurie:
- Kongregation für den Gottesdienst und die Sakramentenordnung (seit 2001)[4]
- Kongregation für die Bischöfe (seit 2001)[4]
- Päpstlicher Rat für die Pastoral im Krankendienst (seit 2001)[5]
- Päpstliche Kommission für den Staat der Vatikanstadt (seit 2006)[6]